# Ammothella cymosa
Ammothella cymosa là một loài nhện biển trong họ Ammotheidae. Loài này thuộc chi Ammothella. Ammothella cymosa được miêu tả khoa học năm 1983 bởi Nakamura & Child.